# Skowronik rudawy
Skowronik rudawy (Ammomanes cinctura) – gatunek małego ptaka z rodziny skowronków (Alaudidae). Zamieszkuje Wyspy Zielonego Przylądka, północną część Afryki, Bliski Wschód oraz Afganistan i Pakistan. Nie jest zagrożony wyginięciem.

## Systematyka
Takson ten bywał łączony w jeden gatunek ze skowronikiem rdzawym (A. phoenicura). Obecnie wyróżnia się 3 podgatunki A. cinctura. Bledsze i mniejsze ptaki z Czadu (Ennedi) i Sudanu czasami wyróżniano jako podgatunek pallens, ale wydają się nie do odróżnienia od arenicolor.

## Podgatunki i zasięg występowania
Poszczególne podgatunki zamieszkują:
- A. c. cinctura (Gould, 1839) – Wyspy Zielonego Przylądka
- A. c. arenicolor (Sundevall, 1850) – pustynie północnej Afryki po półwysep Synaj, kraje Lewantu, Półwysep Arabski i Irak
- A. c. zarudnyi E. Hartert, 1902 – wschodni Iran, południowy Afganistan i południowy Pakistan

## Biotop
Zamieszkuje płaskie pustynne tereny, a także półpustynie żwirowe z rozproszoną niską roślinnością.

## Morfologia
Długość ciała 13–14 cm. Upierzenie jasne, piaskowobrązowe, skrzydła i ogon rdzawobrązowe, z ciemniejszym zakończeniem lotek. Brak dymorfizmu płciowego.

## Ekologia i zachowanie

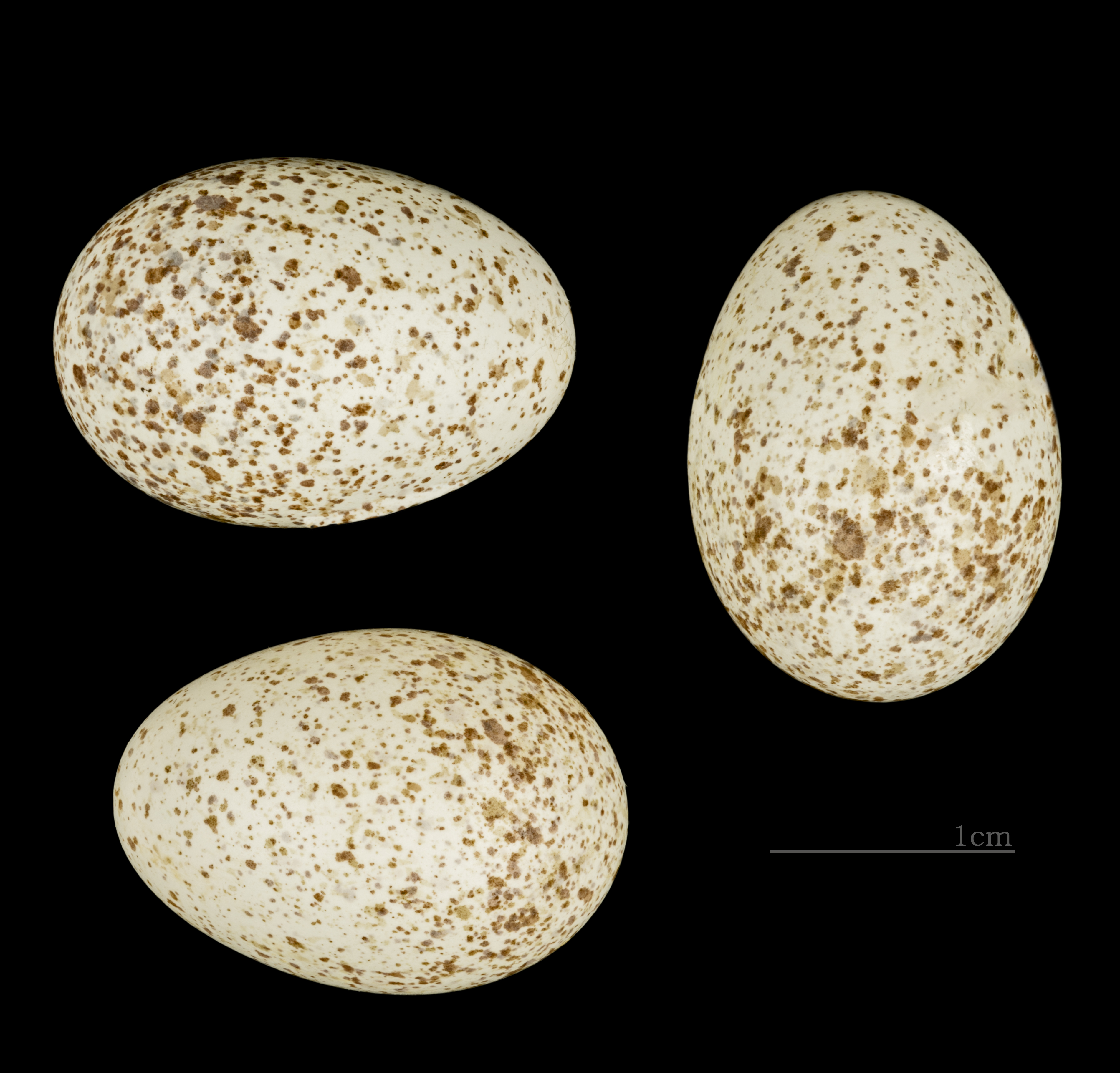
Jaja z kolekcji muzealnej

Ptak osiadły, spotykany poza okresem lęgowym w większych stadach. Ruchliwy; potrafi wytrwale biegać.

## Status
Międzynarodowa Unia Ochrony Przyrody (IUCN) uznaje skowronika rudawego za gatunek najmniejszej troski (LC – Least Concern) nieprzerwanie od 1988 roku. Liczebność światowej populacji nie została oszacowana, ale ptak ten opisywany jest jako zazwyczaj pospolity, choć rzadki m.in. na Fogo (Wyspy Zielonego Przylądka) czy w Jordanii. Globalny trend liczebności populacji uznawany jest za spadkowy.